# 트립톨레모스

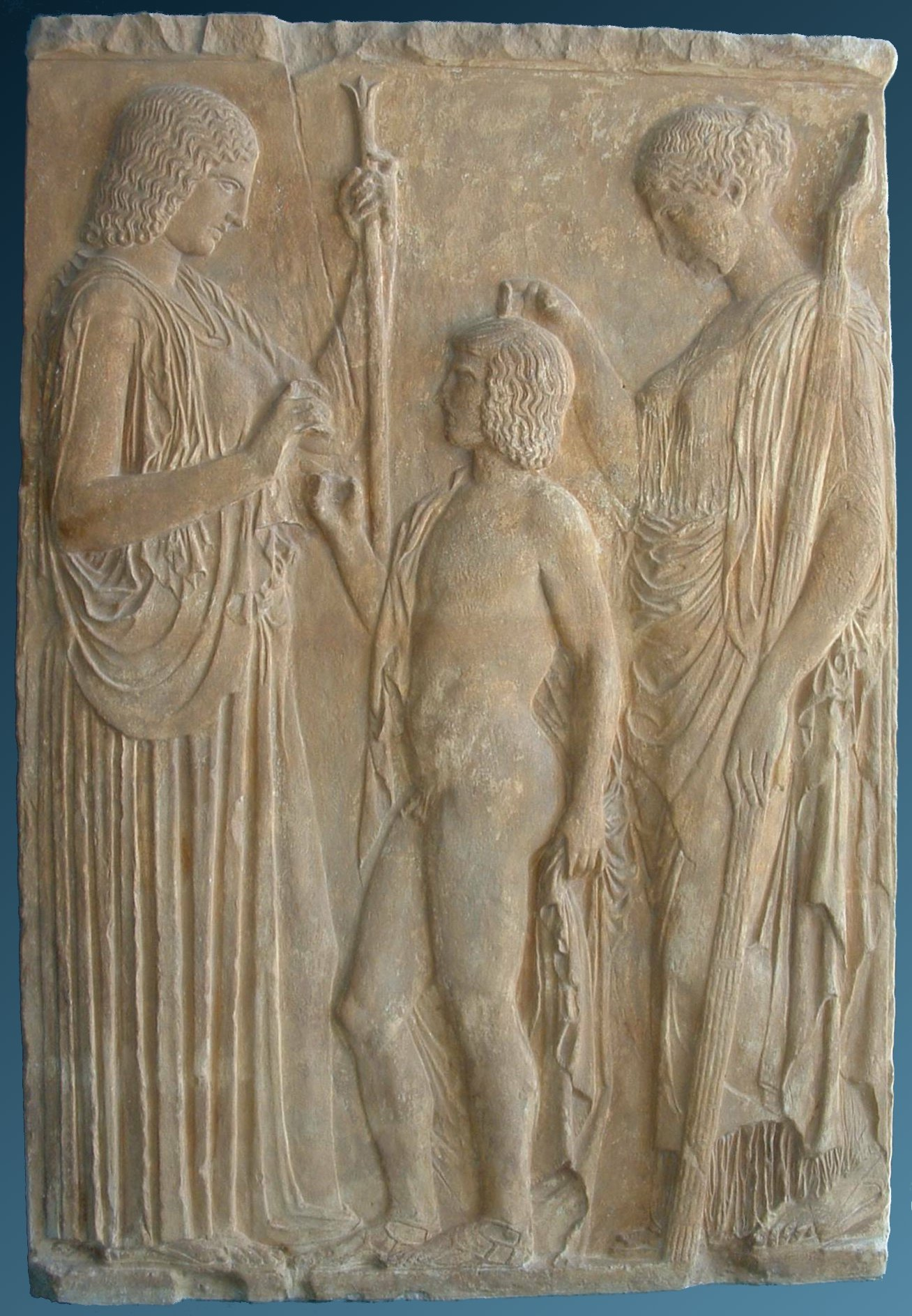
데메테르와 코레의 사이에 있는 트리프톨레모스. 아테네 국립 고고학 박물관 소장

트리프톨레모스(Τριπτόλεμος, Triptolemos)는 그리스 신화의 인물로 데메테르의 사자로서 온 세상에 곡물의 종을 뿌려 돌았다고 전해지는 엘레프시나의 문화적 영웅이다. 소포클레스는 비극 「트리프톨레모스」를 제작해 복수의 단편이 남아 있다.

## 계보 전승
트리프톨레모스는 일반적으로는 에레우시스의 왕 케레오스와 메타네이라의 아이로, 데모폰과 형제로 여겨지지만, 여러 가지 계보 전승이 있다. 이하에 그것을 열기한다.
- 오케아노스와 가이아의 아이[2].
- 케레오스의 형제 듀사우레이스의 아이로, 에우브레이우스와 형제[3].
- 고대 아테네 왕 암픽티온의 딸과 라로스의 아이로, 포세이돈의 아이 케르큐온과는 아버지가 다른 형제[4].
- 아르고스의 전승에 의하면 데메테르의 비공개 종교의식 제사장 트로키로스와 에레우시스 출신의 여성의 아이로, 에우브레이우스와 형제[5].
- 에레우시스의 왕 에레우시노스와 코토네이아의 아이[6], 혹은 에레우시스의 아이[7].

## 신화

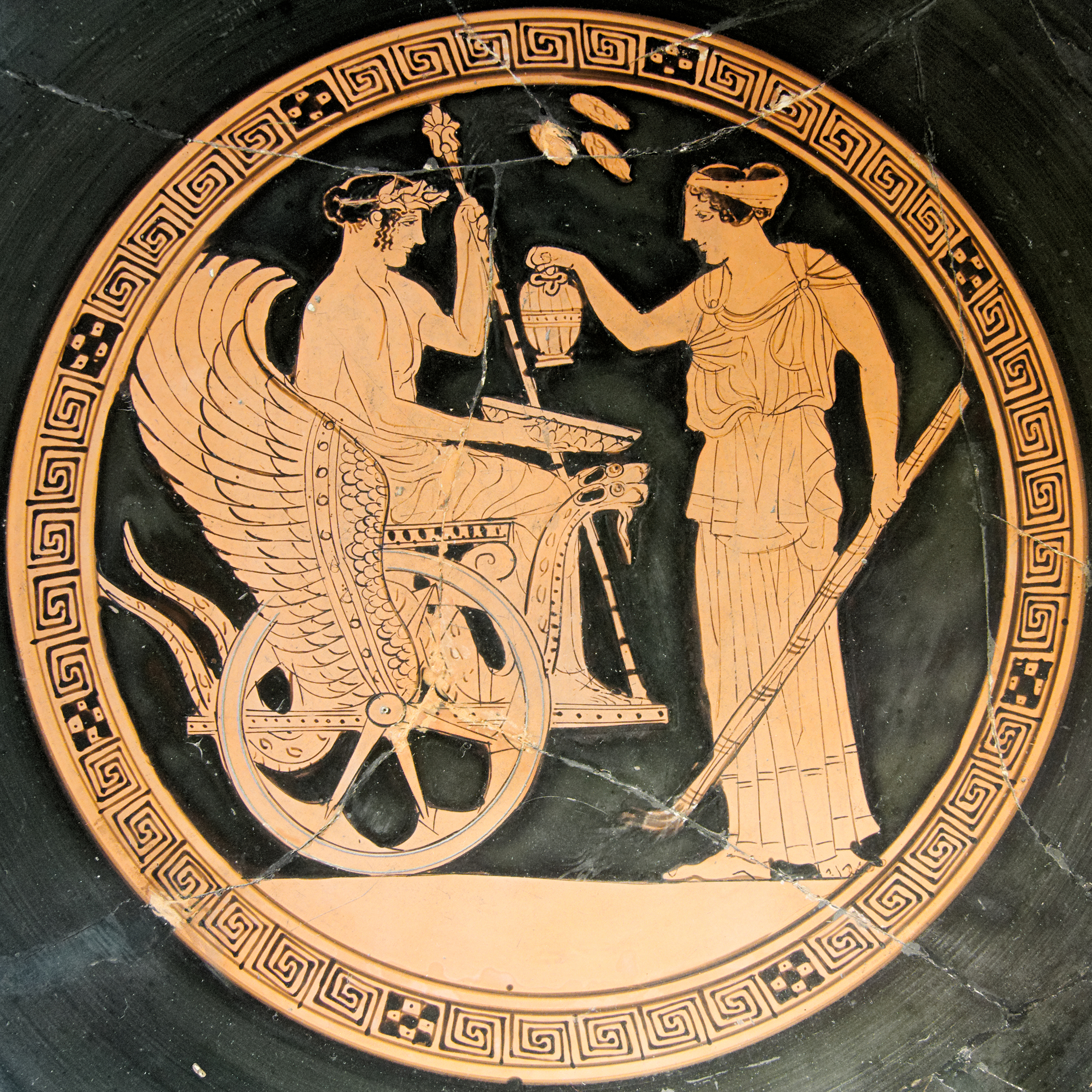
유익의 뱀의 전차를 타는 트리프톨레모스. 루브르 미술관 소장

### 형제의 죽음
데메테르는 하데스에 가로채진 딸 코레(페르세포네)를 찾아 세계를 방랑한 후, 에레우시스에 오고, 케레오스 왕의 관에 초대되어 왕인 아이의 데이모폰의 유모가 되었다. 데메테르는 데이모폰을 불사로 하려고 해, 밤마다 데이모폰을 불에 지펴 인간의 부분을 구웠다. 그러자 데이모폰은 놀랄 만한 속도로 성장했지만, 메타네이라는 그것을 목격하고 비명을 질렀다. 그 때문에 데메테르는 무심코 아이를 불 속에 떨어뜨려 버려, 아이는 타 죽어 버렸다.
화낸 데메테르는 본래의 모습을 나타냈지만, 케레오스의 아이 트리프톨레모스에 은총을 주려고 생각해 트리프톨레모스에 유익의 뱀의 전차를 만들어 주고 하늘을 날고 온 세상을 돌아 다녀, 곡물을 뿌려 사람들에게 농경을 가르치는 것을 명했다.

### 제국 편력

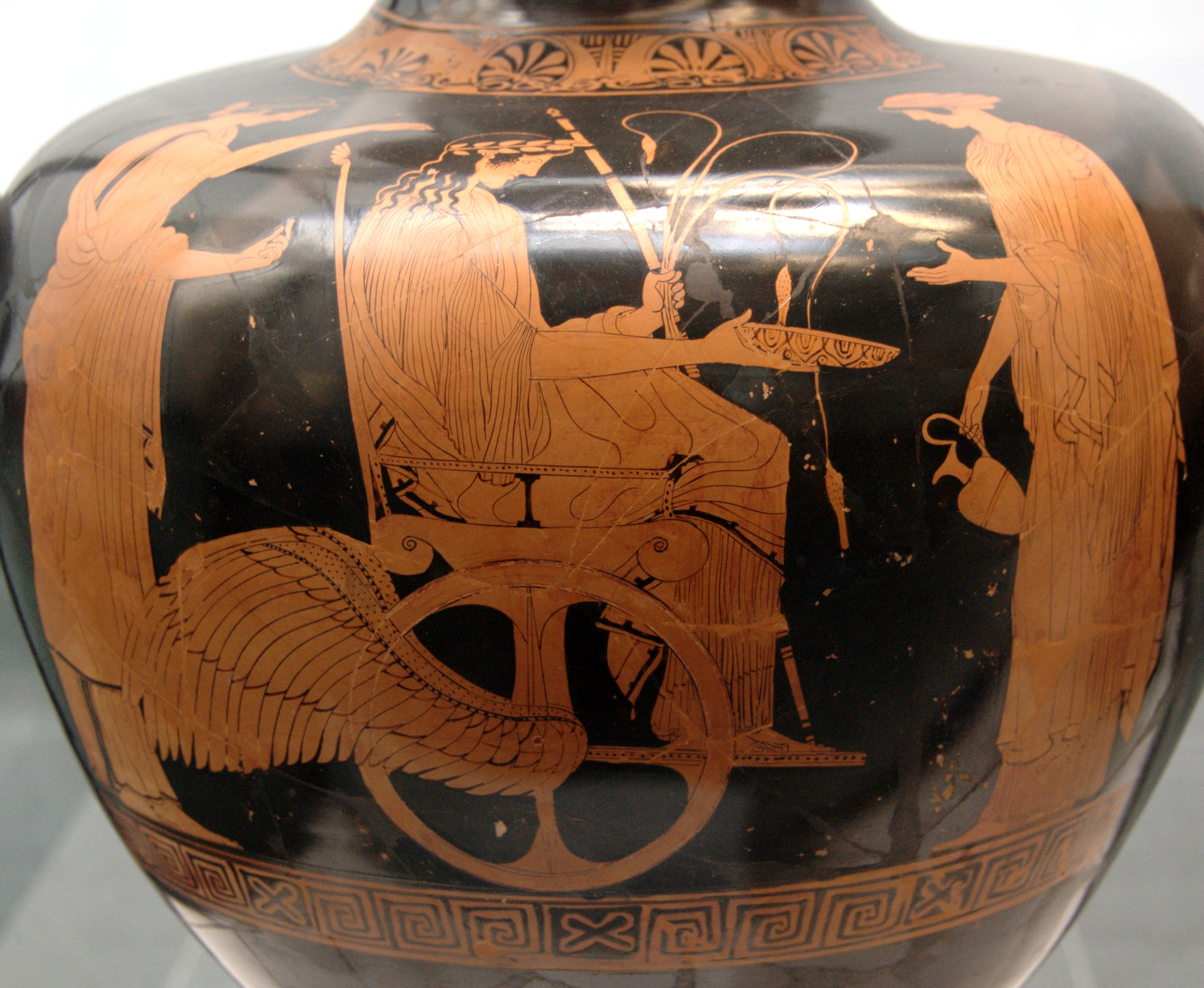
유익의 뱀의 전차를 타는 트리프톨레모스. 뮌헨, 주립 고대 미술 박물관 (en) 소장

거기서 트리프톨레모스는 여신에 배운 대로 우선 이탈리아나 카르타고로 향해 가 농경을 전했다. 덕분에 이탈리아는 흰 밀로 유명하게 되었다. 아르카디아는 아르카스 왕에게 밀을 주어 아르카스는 빵의 만드는 방법을 사람들에게 가르쳤다.
아카이아의 파트라이에서는 에우메이로스 왕에게 농경과 도시의 건설법을 가르쳤다. 왕인 아이 안테이아스는 트리프톨레모스가 자고 있는 동안에 전차에 유익의 뱀을 전차에 이어 자신도 하늘로부터 종을 뿌리려고 했지만, 전차로부터 떨어져 죽었다. 거기서 트리프톨레모스와 에우메이로스는 안테이아스를 기념하여 도시 안테 귀를 건설했다.
트라키아는 게이타이인의 왕 카르나본에 농경을 전했지만, 카르나본에 잡혀 도망가지 않게 유익의 뱀중 1마리를 살해당해 버렸다. 그러나 데메테르가 와 남은 뱀을 전차에 이어 만회해, 카르나본을 뱀주인자리로 바꾸었다. 스키타이족에서 트리프톨레모스는 룰코스 왕에게 생명을 표적이 되었지만 데메테르는 룰코스를 삵쾡이로 바꾸어 구했다.
휴기누스의 전승에 의하면 트리프톨레모스는 에레우시노스와 코토네이아의 아이이며, 데메테르는 데이모폰은 아니고 트리프톨레모스를 불사로 하려고 했다. 그리고 트리프톨레모스를 불에 지피는 모습을 아버지 에레우시노스에 발견되어 화나 에레우시노스를 죽여, 트리프톨레모스에 온 세상을 돌아 다니며 농경의 지식을 넓히게 시켰다. 트리프톨레모스가 에레우시스에 돌아오면 케레오스가 트리프톨레모스 대신에 에레우시스를 지배하고 있어, 트리프톨레모스를 죽이려고 했지만, 데메테르는 케레오스에 명해 왕위를 트리프톨레모스에 양보하게 했다. 왕이 된 트리프톨레모스는 아버지를 기념하여 국명을 에레우시스로 고쳐 테스모포리아제를 창시했다.

## 같이 보기
- 인드라

## 참고 문헌
- 아포로드로스 「그리스 신화」고우즈 하루시게 역, 이와나미 문고 (1953년)
- 「그리스 비극 전집 11—소포크레이스 단편」, 이와나미 서점 (1991년)
- 파우사니아스 「그리스기」이이오 도시사람 역, 용계서사(1991년)
- 휴기누스 「그리스 신화집」마츠다 오사무・아오야마 테루오 역, 코단샤 학술 문고 (2005년)
- 고우즈 하루시게 「그리스・로마 신화 사전」, 이와나미 서점(1960년)